# Idrissa Gueye (futbolista nacido en 2006)
Idrissa Gueye (M'Bour, 16 de septiembre de 2006) es un futbolista senegalés que juega como delantero en el F. C. Metz de la Ligue 1 de Francia.

## Trayectoria

### Génération Foot
Idrissa Gueye dio sus primeros pasos en el mundo profesional a los 16 años con el Génération Foot de la Liga senegalesa de fútbol. Durante su primera temporada, (2022-2023) el jugador ganó el campeonato con su club y obtuvo el primer trofeo de su carrera.

### FC Metz
El 10 de enero de 2025 fichó por el Football Club de Metz.  Al día siguiente, jugó su primer partido con su nuevo club contra el FC Lorient, entrando en el minuto 83 de partido.

### Internacional
Con 16 años, jugó su primer partido con Senegal el 9 de septiembre de 2023 frente a Ruanda en las eliminatorias para la Copa Africana de Naciones de 2023. 

## Estadísticas

### Clubes
Actualizado al último partido disputado el 3 de marzo de 2024.
| Club                    | Div.          | Temporada     | Liga  | Liga  | Liga   | Copas nacionales | Copas nacionales | Copas nacionales | Copas internacionales | Copas internacionales | Copas internacionales | Total | Total | Total  |
| Club                    | Div.          | Temporada     | Part. | Goles | Asist. | Part.            | Goles            | Asist.           | Part.                 | Goles                 | Asist.                | Part. | Goles | Asist. |
| ----------------------- | ------------- | ------------- | ----- | ----- | ------ | ---------------- | ---------------- | ---------------- | --------------------- | --------------------- | --------------------- | ----- | ----- | ------ |
| Génération Foot Senegal | 1.ª           | 2022          | 1     | 1     | 0      | 0                | 0                | 0                | ―                     | ―                     | ―                     | 1     | 1     | 0      |
| Génération Foot Senegal | 1.ª           | 2023          | 1     | 1     | 0      | 0                | 0                | 0                | ―                     | ―                     | ―                     | 1     | 1     | 0      |
| Génération Foot Senegal | 1.ª           | 2024          | 2     | 2     | 0      | 0                | 0                | 0                | ―                     | ―                     | ―                     | 2     | 2     | 0      |
| Génération Foot Senegal | Total club    | Total club    | 4     | 4     | 0      | 0                | 0                | 0                | 0                     | 0                     | 0                     | 4     | 4     | 0      |
| Total carrera           | Total carrera | Total carrera | 4     | 4     | 0      | 0                | 0                | 0                | 0                     | 0                     | 0                     | 4     | 4     | 0      |

## Palmarés

### Títulos nacionales
| Título                    | Club            | País    | Año     |
| ------------------------- | --------------- | ------- | ------- |
| Liga senegalesa de fútbol | Génération Foot | Senegal | 2022-23 |